# Corrado Confalonieri
Corrado Confalonieri (Calendasco, 1290 - Noto, Sicília, 19 de febrer de 1351) fou un eremita italià, terciari regular franciscà i pelegrí. És venerat com a beat per l'Església catòlica, tot i ésser normalment conegut com a sant Conrad.

## Biografia
Corrado nasqué a Calendasco el 1290, descendent de la noble casa dels Confalonieri, poderosa a les terres de Piacenza. En 1315, un dia que Conrad era de caça a uns boscos propers a Carpaneto Piacentino, amb amics i parents, en fer foc per espantar les bèsties, provocà un gran incendi que arrassà conreus i cases. Els caçadors, espantats, van fugir-ne i van voler amagar el fet. La població va pensar que el foc havia estat provocat pel partit güelf per perjudicar les autoritats gibel·lines i culparen un pobre pagès. Assabentat Conrad, es presentà al senyor de Piacenza i se'n declarà culpable, donant les seves terres per compensar les pèrdues causades.
Aquest fet canvià la vida de Conrad, que començà a apropar-se a la religió: vestia l'hàbit franciscà i feia vida eremítica en un hospital i eremitori proper al poble, Gorgolare, sota la guia del frare Arístides. D'acord amb la seva esposa Giovannina, decideren d'entrar els dos en religió i es feren terciari franciscà i clarissa. Cap al 1340, deixà tots els seus béns i abandonà Piacenza.
Pelegrinà a diversos llocs, travessà Itàlia cap al sud i, després de passar per Roma, s'establí a Noto (Sicília) cap al 1342. Conegué Guglielmo Buccheri, escuder del rei Frederic II de Sicília, que també va fer-se eremita i és venerat com a beat Guillem de Noto. Buccheri hostatjà Conrad en una cel·la propera a l'església, on visqué dos anys. La seva fama atragué molta gent que anava a demanar-li pregàries i consells espirituals.
Conrad volgué escapar-ne i es retirà a una zona llunyana per viure com a asceta. Se li atribuïren miracles com guariments o proveir de pans miraculosos a la gent que no en tenia, en èpoques de fam. Va morir a la cova el 1351, mentre pregava. Fou sebollit a l'església de San Nicolò de Noto, complint la voluntat del beat.

## Veneració
El seu cos fou portat a la catedral de Noto, on es venera avui dia en una urna d'argent. Poc després de morir ja era venerat com a sant i el bisbe de Siracusa, que havia conegut Conrad i n'havia presenciat miracles, incoà la causa de beatificació. Afers polítics la interromperen i no fou conclosa fins al 1515, quan l'eremita fou beatificat per Lleó X.
Urbà VIII concedí ofici i missa pròpies als ordes franciscans el 12 de setembre de 1625. Venerat a Piacenza, en 1625 se'n decretà festa ferial de precepte biennal, el 19 de febrer, i en 1612 se li dedicà una capella a la catedral, i una a Calendasco en 1617.
És sant patró de Calendasco, el seu poble natal, on se'n conserva la relíquia del dit polze i hi ha una confraria laica, la Compagnia di san Corrado, erigida en honor seu d'ençà el segle xvi.

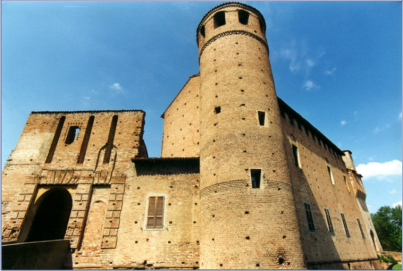
Castell de Calendasco, on havia nascut Conrad
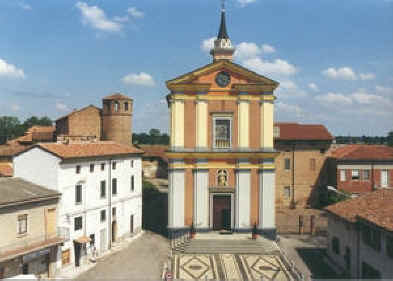
Església del beat a Calendasco, vora el castell on va néixer
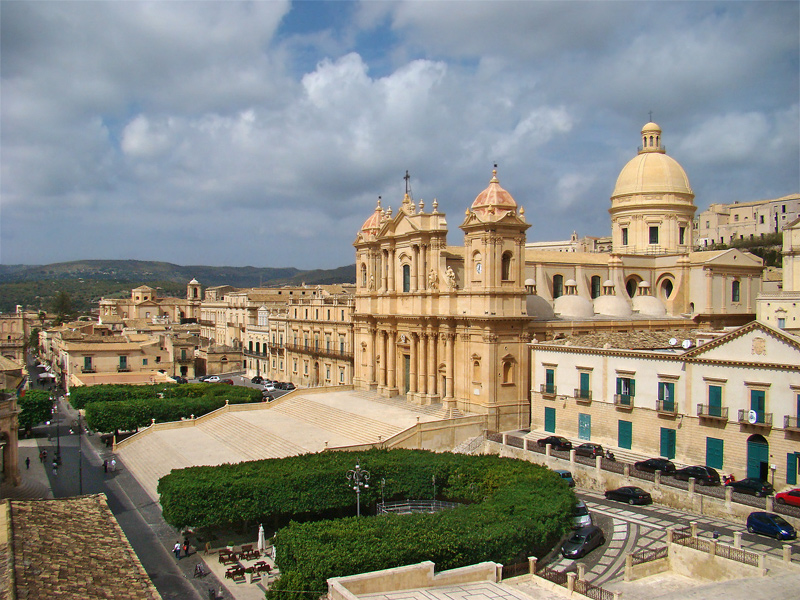
Catedral de Noto, amb el sepulcre del beat